# Ганс Штовассер
Ганс Август Штовассер (нім. Hans August Stohwasser; 4 травня 1884, Дрезден — 30 травня 1967, Ноймюнстер) — німецький військовий діяч, віцеадмірал крігсмаріне (1 квітня 1942). Кавалер Лицарського хреста Залізного хреста.

## Біографія
10 квітня 1901 року почав службу на флоті кадетом. Пройшов підготовку на навчальному кораблі «Мольтке» і у військово-морському училищі. З жовтня 1904 року служив переважно на міноносцях. Закінчив Військово-морську академію (1913). Учасник Першої світової війни, командував міноносцем G-175 (2 серпня 1914 — 10 січня 1916) і 16-ю півфлотилією (11 січня 1916 — 14 жовтня 1918). У жовтні-листопаді 1918 року — ад'ютант торпедної інспекції.
Після демобілізації армії залишений на флоті. Служив в частинах берегової оборони, обіймав посади в різних штабах. З 6 жовтня 1924 року — начальник штабу інспекції навчальних закладів. 1 жовтня 1926 року призначений начальником мінно-загороджувального випробувального командування і командиром півфлотилії тендерів. 30 вересня 1931 року вийшов у відставку. 1 вересня 1933 року вступив у ВМФ вільнонайманим чиновником. 5 березня 1935 року зарахований на дійсну службу, займався питаннями мінно-загороджувального озброєння. З 1 квітня 1935 року — інструктор різних інспекцій Морського керівництва.
22 серпня 1939 року призначений командувачем тральщиками на Заході, 15 жовтня 1939 року — на Сході, одночасно з 18 липня по 5 серпня 1940 року виконував обов'язки командувача охоронними силами на Балтиці. З 10 серпня 1940 року — командувач тральщиками на Півночі. З 14 жовтня 1940 року — командувач охоронними силами на Балтиці. 8 червня 1944 року знятий з посади і 30 червня звільнений у відставку.

## Нагороди
- Залізний хрест
  - 2-го класу (27 січня 1915)
  - 1-го класу (31 травня 1916)
- Ганзейський Хрест (Гамбург)
- Хрест «За військові заслуги» (Мекленбург-Шверін) 2-го класу
- Орден Альберта (Саксонія), лицарський хрест 1-го класу з мечами
- Хрест «За вислугу років» (Пруссія) (25 років)
- Почесний хрест ветерана війни з мечами (11 січня 1935)
- Медаль «За вислугу років у Вермахті» 4-го, 3-го, 2-го і 1-го класу (25 років; 2 жовтня 1936) — отримав 4 медалі одночасно.
- Застібка до Залізного хреста
  - 2-го класу (26 листопада 1939)
  - 1-го класу (22 квітня 1940)
- Медаль «У пам'ять 1 жовтня 1938» (20 грудня 1939)
- Нагрудний знак мінних тральщиків (1 вересня 1940)
- Лицарський хрест Залізного хреста (30 листопада 1940)